# Блэквелл, Отис
Отис Блэквелл (англ. Otis Blackwell) — американский музыкант, автор песен, в середине 1950-х годов ставший одним из архитекторов рок-н-ролла.

## Биография
Среди его самых знаменитых песен «Fever» (хит в исполнении Литл Вилли Джона; Блэквелл был указан как автор под псевдонимом  Джон Дэвенпорт), «Don’t Be Cruel» и «All Shook Up» (Элвиса Пресли), «Great Balls of Fire» и «Breathless» (Джерри Ли Льюиса) и «Handy Man» (Джимми Джонса).
Пресли также записал такие песни Блэквелла, как «Return to Sender», «One Broken Heart for Sale» и «Easy Question», Ди Кларк —  «Just Keep It Up» и «Hey Little Girl». Кроме того, песни Блэквелла тогда издавались такими звёздами, как Тёрстон Харрис, Уэйд Флемонс, Клайд Макфаттер, Брук Бентон, Бен И. Кинг, группа Drifters, Бобби Дарин, Рал Доннер, Джин Винсент, Пегги Ли.
Сосредоточился почти полностью на написании песен для других он в 1955 году, а до этого сам выступал как певец. В 1952 году после победы в шоу талантов в нью-йоркском театре «Аполло» подписал контракт с продюсером-ветераном Джо Дэвисом, работавшим тогда на лейбле RCA. В следующем году перешёл на собственный лейбл Дэвиса Jay-Dee Records и стал заметным исполнителем. Так, успешной в его исполнении была песня «Daddy Rollin’ Stone», которую позже перепела группа Who.
Всего он написал более тысячи песен, из которых 167 попали в чарты. Как пишет Зал славы рок-н-ролла, особенно нравились песни афроамериканца Блэквелла увлечённым ритм-н-блюзом рок-музыкантам из Мемфиса. По количеству недель на первом месте самыми успешными из его песен являются All Shook Up и Don’t Be Cruel Элвиса Пресли (с которым он, что интересно, никогда лично не встречался).
В 2010 году Отис Блэквелл был включён в Зал славы рок-н-ролла (в категории «Неисполнители»).